# یتیم‌خانه ایران
یتیم‌خانه ایران فیلمی به کارگردانی و نویسندگی ابوالقاسم طالبی و تهیه‌کنندگی محمدرضا تخت کشیان محصول سال ۱۳۹۳ است.
این فیلم در تاریخ ۵ آبان ۱۳۹۵ در سینماهای ایران اکران شده است.

## خلاصه داستان
در آغاز جنگ جهانی اول که جهان درگیر جنگ بی‌رحمانه‌ای بود، ایران اعلام بی‌طرفی می‌کند و از ۱۲۹۵ سه سال کشور دچار کمبود مواد غذایی می‌شود که به قحطی بزرگ معروف است. در این اثنا شخصی به نام حاج ابوالفضل، یتیم‌خانه‌ای دایر می‌کند که بچه‌های بی‌سرپرست را در آنجا نگهداری می‌کنند. او فرزندی دارد به نام محمد جواد که پس از مرگ پدر اداره یتیم‌خانه را بر عهده می‌گیرد، پرچم‌دار مبارزه با نیروهای بیگانه می‌شود. فیلم داستان تعقیب و گریز محمدجواد و یک مرد انگلیسی است که یکی از فرماندهان ارتش دنسترویل در ایران است.

## بازیگران
- علی‌رام نورایی در نقش محمدجواد بنکدار
- جعفر دهقان در نقش عبدالستار، تاجر یهودی که با بریتانیایی‌ها همکاری می‌کرد
- فرخ نعمتی در نقش دکتر
- برایان طرفه در نقش ستوان جان استراو
- قطب الدین صادقی در نقش برادر محمدجواد بنکدار
- آهو خردمند
- جان اتول در نقش والتر روتشیلد
- بهار محمدپور در نقش خاتون - همسر محمدجواد
- کامرون چمپن در نقش سرگرد اسمیت
- حمید تاج دولتی
- داریوش اسدزاده
- پاول دودنی در نقش سرلشکر لیونل دانسترویل
- ملیکا شعبان در نقش اعظم
- علی شادمان در نقش حسام
- برت جان کورن
- صالح میرزاآقایی
- ایمان صفا (سید کاظم)
- مصطفی بهشتی
- مهری آل آقا
- پرویز بزرگی
- علی فرجام فر

## موجبات ساخت یتیم خانه ایران
در خلال تحقیق برای ساخت سریالی تلویزیونی به نام آخرین دربار آخرین شاه که دوران حکومت ناصرالدین شاه تا حکومت محمدرضا پهلوی را به تصویر می‌کشد، به ناگهان قحطی سال‌های جنگ جهانی اول که مقطعی مهم در تاریخ ایران است توجه طالبی را به خود جلب می‌کند. پس از آشنایی با این برهه از تاریخ، طالبی به جمع‌آوری و مطالعهٔ کتب تاریخی روی آورده و بر اساس اطلاعات حاصله، به نگارش یتیم خانهٔ ایران می‌پردازد.